# Ruy Guerra
Ruy Alexandre Guerra Coelho Pereira (* 22. srpna 1931 Lourenço Marques) je brazilský režisér, herec, scenárista a spisovatel, představitel hnutí Cinema Novo.

## Život
Narodil se v Mosambiku v rodině portugalského původu. Vystudoval pařížský Institut des hautes études cinématographiques a byl asistentem režie u Jeana Delannoye. Od roku 1958 žije v Brazílii. Jeho prvním celovečerním filmem bylo kriminální drama Os Cafajestes (1962). Následoval sociálně laděný příběh ze severovýchodní Brazílie Pušky, k němuž napsal scénář spolu s Miguelem Torresem. Film získal na festivalu v západním Berlíně v roce 1964 zvláštní cenu poroty.
Guerrovu tvorbu ovlivnili Sergej Ejzenštejn, Orson Welles a francouzská nová vlna, netajil se radikálně levicovými názory. V době, kdy v Brazílii vládl vojenský režim, odešel do rodného Mosambiku, kde založil národní filmový ústav. Režíroval první mosambický celovečerní film Mueda, Memoria e Massacre, věnovaný násilnému potlačení protikoloniálních protestů, k němuž došlo ve městě Mueda v roce 1960. Působil také na Kubě a v Mexiku, kde natočil film Eréndira podle předlohy Gabriela Garcíi Márqueze. Pro televizi vytvořil seriál Ve službách snů s Hannou Schygullovou a Fernandem Guillénem v hlavních rolích a jednu epizodu z francouzského seriálu Histoires extraordinaires.
Jako herec debutoval roku 1957 ve snímku Georgese Rouquiera S.O.S. Noronha. Hrál titulní roli ve filmu Benito Cereno, který natočil Serge Roullet podle předlohy Hermana Melvilla a v historickém filmu Wernera Herzoga Aguirre, hněv Boží ztvárnil postavu dona Pedra de Ursúy. V roce 2005 ho Andrucha Waddington obsadil do roce Vaska ve filmu Dům v písčinách. Byl spoluautorem divadelní hry Calabar: o Elogio da Traição, psal také písňové texty pro Miltona Nascimenta, Chica Buarqueho a Eduho Loba. Působil jako pedagog na Escola de Cinema Darcy Ribeiro. V roce 1987 mu byl udělen portugalský Řád za zásluhy.
Byl třikrát ženatý. První manželkou byla zpěvačka Nara Leãová, druhou herečka Leila Dinizová a třetí další herečka Cláudia Ohana, s níž má dceru Dandaru.

## Režijní filmografie
- 1962 Os Cafajestes
- 1964 Pušky
- 1969 Ternos Caçadores
- 1978 A Queda
- 1980 Mueda, Memoria e Massacre
- 1983 Eréndira
- 1986 Ópera do Malandro
- 1989 Kuarup
- 2000 Estorvo
- 2004 Zlá hodina
- 2016 Quase Memória
- 2020 Aos pedaços